# حقل غاوسي الحر
 الحقل الغاوسي الحر هو عبارة عن موضوع شبيكي تدرس في الميكانيكا الإحصائية.
فلتكن {\displaystyle \Omega } تساوي {\displaystyle \Re }, {\displaystyle \mu } مقياس لوبيغ Lebesgue measure و لتكن P(x, y) تساوي لب الانتقال للسير العشوائي في الشبيكة. و الهاميلتوني تعطى بواسطة
{\displaystyle H(\varphi )={\frac {1}{2}}\sum _{(x,y)}P(x,y)(\varphi _{x}-\varphi _{y})^{2}.}